# Жалящие нематоды
Жалящие нематоды (лат. Belonolaimidae) — семейство круглых червей.

## Описание
Тело среднего и крупного размера. Половой диморфизм не выражен. Хвост цилиндрический или конический, в 2-5 раз длиннее ширины. Хвостовые железы (фазмиды) не расширены. Скелет головы и стилет слаборазвиты. Пищеводные железы увеличенные.

## Образ жизни
Паразитируют на корнях злаков и бобовых. Стилетом прокалывают клетки эпидермы и клеток непосредственно расположенных под эпидермой, а также корневых волосков. При низкой численности стимулируют рост корней, а при высокой численности происходит угнетение корней и уменьшение надземной массы растения и семенной продукции. При высыхании почвы переходят в состоянии анабиоза. Распространению способствуют потоки воды в оросительных каналах.

## Классификация
Семейство разделяется на два подсемейства Belonolaiminae и Telotylenchinae.
- Belonolaiminae
  - Belonolaimus Steiner, 1949
  - Carphodorus Colbran, 1965
  - Geocenamus Thorne & Malek, 1968
  - Morulaimus Sauer, 1966
  - Sauertylenchus Sher, 1974

- Telotylenchinae
  - Amplimerlinius Siddiqi, 1976
  - Merlinius Arias, 1970
  - Nagelus Thorne & Malek, 1968
  - Paratrophurus Arias, 1970
  - Triversus Sher, 1973
  - Trichotylenchus Whitehead, 1960
  - Trophurus Loof, 1956
  - Tylenchorhynchus Cobb, 1913